# Ylvis
Ylvis es un dúo de comedia y un dúo musical de Bergen, Noruega compuesto por los hermanos Vegard y Bård Ylvisaker.

## Trayectoria

### Inicios y debut
Vegard (nacido en 1979) y Bård (nacido en 1982) Ylvisaker nacieron en Luanda, sus padres siendo del distrito de Sogn del oeste de Noruega, siendo los mayores de tres hermanos. Sus primeros años de vida fueron en  Angola y Mozambique, donde su padre era un ingeniero durante las guerras civiles allí. Después de unos años en África, la familia se mudó de nuevo a Bergen, donde los hermanos recibieron una educación musical y fueron entrenados en los instrumentos clásicos. Vegard tocaba el contrabajo y Bård el violín[1], sin embargo durante su juventud dejan estos instrumentos; Vegard se centra en la guitarra, la voz, la comedia y la acrobacia aérea, mientras que Bård en la voz y la comedia.

### 2006 - 2009
En 2006, los hermanos firmaron un contrato de gestión con la empresa de producción en vivo "Stageway". También debutaron como anfitriones en el programa de radio O-fag (Materia O, el nombre de una materia de las escuelas primarias de Noruega, una combinación de ciencia y estudios sociales ) en NRK radio.
En enero de 2007, se subieron de nuevo al escenario en Ole Bull Theater con un nuevo programa de variedades, Ylvis MOTER Veggen ( Ylvis se enfrenta a la pared). Este espectáculo fue aún más exitoso que sus espectáculos anteriores, y estuvo de gira de manera intermitente durante casi tres años, con el último show en Odda, en el oeste de Noruega, en diciembre de 2009. El espectáculo también fue grabado y publicado en DVD. También en 2007, cuando debutaron como anfitriones en la televisión nacional con el espectáculo Norges herligste ( Lo más maravilloso de Noruega ), una versión de espectáculo sueco  100 höjdare ( 100 Highs ) que resultó muy popular, fue lanzado en DVD, y difundido en la televisión sueca.
2008 vio el regreso a la radio con una segunda serie de la serie O-fag y también un nuevo programa de televisión Ylvis Möter Veggen(Ylvis contra la pared) en TV Norge, un concepto de juego 
-espectáculo inspirado en el "Muro de cerebros" japonés "Tonneruzu no Minasan Deshita no Okage" en Fuji TV.
El éxito de Ylvis Möter Veggen fue seguido por otro programa de juegos, Hvem kan SLA Ylvis (¿Quién puede vencer a Ylvis?) En 2009, basado en el programa alemán Schlag Raab (Vence a Raab). Se invitó a los miembros del público para tratar de vencer a los hermanos en diversas tareas, tentados por una recompensa de hasta un millón de coronas noruegas.(110000€)
Es reconocido por el éxito de The Fox

### 2009-presente
En 2010, debido al éxito de Herligste Norges, que organizó Herligste Nordens (más maravilloso de Escandinavia), una versión pan-nórdico de la serie. En 2011 vio el éxito de su regreso a los escenarios con la variedad Ylvis 4, que se estrenaría a lo familiar Ole Bull Teater con toda la tirada se agotó antes de abrir la noche. Ese año, los hermanos también lanzaron su propio talkshow comedia I Kveld med Ylvis( Esta noche con Ylvis) en TVNorge, como con compañero siendo Calle Hellevang-Larse. El espectáculo fue un éxito inmediato.
Al ser renovada para una segunda temporada, los hermanos crearon su propia compañía de producción, Concorde TV, con el fin de retener a los derechos y el control creativo de su trabajo. La segunda serie, el mismo éxito se transmitió en 2012, con David Batra reemplazando Hellevang-Larsen como el sidekick como Hellevang-Larsen estaba ocupado con Raske Menn.
En el otoño de 2013, Hellevang-Larsen regresó por tercera serie de "Kveld med Ylvis". A pesar de estar plagado de dificultades técnicas a lo largo de la emisión, el primer episodio tuvo de calificaciones primer puesto.
Una serie de comedia y musicales parodia de vídeos, ya sea originalmente aparecido en "I Kveld med Ylvis" o utilizado para promover el programa, se han lanzado en YouTube y otros medios de transmisión. The Fox (What Does the Fox Say?), popularmente conocida como "El Zorro", y "Stonehenge" también se han lanzado como singles. " El Zorro ", que fue lanzado el 3 de septiembre de 2013 para promover la próxima tercera serie de "Kveld med Ylvis", se volvió viral en YouTube y recibió 40 millones de visitas en sus primeras dos semanas. Para enero de 2015, el vídeo cuenta con casi 500 millones de visitas.
Tanto Ylvis y TVNorge han comentado que están siendo inundados con ofertas para entrevistas, conciertos y grandes contratos discográficos de todo el mundo desde el lanzamiento de "El Zorro", y de que están muy sorprendidos por todo el alboroto. Su primera actuación en el extranjero fue en The Ellen DeGeneres Show en los EE. UU., donde se presentaron el 20 de septiembre. También hizo una aparición sorpresa en el Festival de Música iHeartRadio en Las Vegas al día siguiente. El 9 de octubre, Jimmy Fallon les trajo a su demostración de última hora para tocar en vivo. El 15 de noviembre de 2013 se presentaron en la BBC Children In Need, donde se les unió en el escenario Jedward, The Cheeky Girls y Bucks Fizz. El 22 de noviembre de 2013 Ylvis asistió Mnet Asian Music Awards, por primera vez, y recibió la Artista Internacional Favorito. Han asistido a varios programas de EE. UU. en los cuales incluye Today Show, en donde mostraron su participación en la Plaza New York, alrededor de un público estadounidense muy eufórico.Se consideran artistas excelentes desde sus inicios y son amigos de grandes artistas.

### Discografía
| Año               | Título                             | Tabla de posiciones | Tabla de posiciones | Tabla de posiciones | Tabla de posiciones | Tabla de posiciones | Tabla de posiciones | Tabla de posiciones | Tabla de posiciones | Tabla de posiciones | Tabla de posiciones | Álbum             |
| Año               | Título                             | NOR                 | AUS                 | CAN                 | DEN                 | FIN                 | NZ                  | SWE                 | SWI                 | UK                  | US                  | Álbum             |
| ----------------- | ---------------------------------- | ------------------- | ------------------- | ------------------- | ------------------- | ------------------- | ------------------- | ------------------- | ------------------- | ------------------- | ------------------- | ----------------- |
| 2000              | "Rumour Says"                      | —                   | —                   | —                   | —                   | —                   | —                   | —                   | —                   | —                   | —                   | Non-album singles |
| 2011              | "The Fox (What Does the Fox Say?)" | 1                   | 9                   | 19                  | 9                   | 2                   | 4                   | 3                   | 45                  | 17                  | 6                   | Non-album singles |
| 2011              | "Stonehenge"                       | —                   | —                   | —                   | —                   | —                   | —                   | —                   | —                   | —                   | —                   | Non-album singles |
| 2012              | "Work It"                          | —                   | —                   | —                   | —                   | —                   | —                   | —                   | —                   | —                   | —                   | Non-album singles |
| 2012              | "Pressure"                         | —                   | —                   | —                   | —                   | —                   | —                   | —                   | —                   | —                   | —                   | Non-album singles |
| 2012              | "Jan Egeland"                      | —                   | —                   | —                   | —                   | —                   | —                   | —                   | —                   | —                   | —                   | Non-album singles |
| 2012              | "Someone Like Me"                  | —                   | —                   | —                   | —                   | —                   | —                   | —                   | —                   | —                   | —                   | Non-album singles |
| 2012              | "Janym (Жаным)"                    | —                   | —                   | —                   | —                   | —                   | —                   | —                   | —                   | —                   | —                   | Non-album singles |
| 2013              |                                    |                     |                     |                     |                     |                     |                     |                     |                     |                     |                     | Non-album singles |
| "The Cabin"       | —                                  | —                   | —                   | —                   | —                   | —                   | —                   | —                   | —                   | —                   |                     | Non-album singles |
| "Massachusetts"   | —                                  | —                   | —                   | 1                   | —                   | —                   | —                   | —                   | —                   | —                   |                     |                   |
| 2014              |                                    |                     |                     |                     |                     |                     |                     |                     |                     |                     |                     |                   |
| "Trucker's Hitch" | —                                  | —                   | —                   | 1                   | —                   | —                   | —                   | —                   | —                   | —                   |                     |                   |
| "Mr. Toot"        | —                                  | —                   | —                   | 1                   | —                   | —                   | —                   | —                   | —                   | —                   |                     |                   |
| 2015              |                                    |                     |                     |                     |                     |                     |                     |                     |                     |                     |                     |                   |
| "A Capella"       | —                                  | —                   | —                   | —                   | —                   | —                   | —                   | —                   | —                   | —                   |                     |                   |